# 악의 제국
악의 제국(Evil empire, 惡의 帝國)은 미국 대통령 로널드 레이건이 소련을 지칭했던 표현이다. 이 단어는 1983년 3월 8일 미국 플로리다주 오렌지군 올랜도에서의 연설에서 처음 언급됐다.

## 같이 보기
- 이 장벽을 허무시오
- 악의 축